# Križ na Borovoj glavi
Križ na Borovoj glavi je betonski 15-metarski križ postavljen na uzvisini imena Borova glava. Postavljen je u čast sv. Bernarda, zaštitnika planinara.

## Zemljopis
Smješten je na vrhu Borove glave, između Čvrsnice i Vrana, na području Parka prirode Blidinja.

## Povijest
Zamisao o postavljanju križa rodila se sredinom 2016. godine. Radi izgradnje prikupilo se dozvole i zatvorilo financijsku konstrukciju preko donatora. Kad se sve to obavilo krenulo se realizirati projekt. Inicijativa je došla od Ekološko-turističke udruge “Blidinje”, a projekt se sprovodi uz potporu općina Posušja i Tomislavgrada, Hrvatskog planinarskog društva „Pločnog“ Posušje, Planinarskog društva „Orlova stina“ Tomislavgrad, Udruge „Visit-Blidinje“ i Franjevačke kuće molitve Masna Luka.
Izgradnja je počela u prvoj polovici lipnja 2017. godine. Križ je postavljen 17. listopada 2017. godine. Postavljanju su nazočili fra Sretan Ćurčić i fra Petar Krasić koji je blagoslovio temelj. Slijedi planirana izgradnja izgradnja male kapelice i vidikovca. Ondje će svećenici služiti svetu Misu, svake godine prve nedjelje iza Velike Gospe. Drugi dio projekta je postavljanje rasvjete i prebojavanje križa.

## Vanjske poveznice
- YouTube, Križ na Borovoj glavi
- Grude Online Na Blidinjskoj Borovoj glavi postavljen križ visok 15 metara, fotografije postavljanja
- BlidinjeNET na Instagramu Između Čvrsnice i Vran planine postavljen križ